# Wischna-Pass
Der Wischna-Pass (bulgarisch проход Вишна prochod Wischna) ist ein vereister und 550 m hoher Bergsattel an der Oskar-II.-Küste des Grahamlands auf der Antarktischen Halbinsel. Er trennt die Poibrene Heights vom Forbidden Plateau und liegt 2,8 km südlich des Mount Bistre, 5,7 km westlich des Kamenov Spur sowie 4,75 km nördlich des St. Angelariy Peak. Er ist Teil der Wasserscheide zwischen dem Evans-Gletscher und dem Punchbowl Glacier.
Britische Wissenschaftler kartierten ihn 1976. Die bulgarische Kommission für Antarktische Geographische Namen benannte ihn 2012 nach der Ortschaft Wischna im Osten Bulgariens.